# Vyšná Rybnica
Vyšná Rybnica est un village de Slovaquie situé dans la région de Košice.

## Histoire
Première mention écrite du village en 1419.

## Démographie

### Évolution de la population
| Année:               | 1994. | 2004.   | 2014.   | 2024. |
| -------------------- | ----- | ------- | ------- | ----- |
| Nombre de personnes: | 382   | 379     | 360     | 396   |
| Différence:          |       | -0,78 % | -5,01 % | +10 % |

| Année:               | 2023. | 2024.   |
| -------------------- | ----- | ------- |
| Nombre de personnes: | 399   | 396     |
| Différence:          |       | -0,75 % |

## Politique
| Nom              | Parti politique | Date de l'élection | Fin du mandat |
| ---------------- | --------------- | ------------------ | ------------- |
| František Gejduš | SMER            | 02.12.2006         | Déc. 2010     |